# Syrtodes albipennis
Syrtodes albipennis är en fjärilsart som beskrevs av W. Warren 1904. Syrtodes albipennis ingår i släktet Syrtodes och familjen mätare. Inga underarter finns listade i Catalogue of Life.